# Llullaillaco
Der Llullaillaco (auch: Llullayllacu) an der Grenze zwischen Argentinien und Chile ist mit 6739 m nach dem Ojos del Salado, dem erloschenen Monte Pissis und dem ebenfalls erloschenem Tres Cruces der vierthöchste Vulkan und vor dem Guallatiri in Chile der zweithöchste aktive Vulkan der Erde. Indianische Bauten auf seinem Gipfel gelten als die höchstgelegenen archäologischen Funde der Welt.

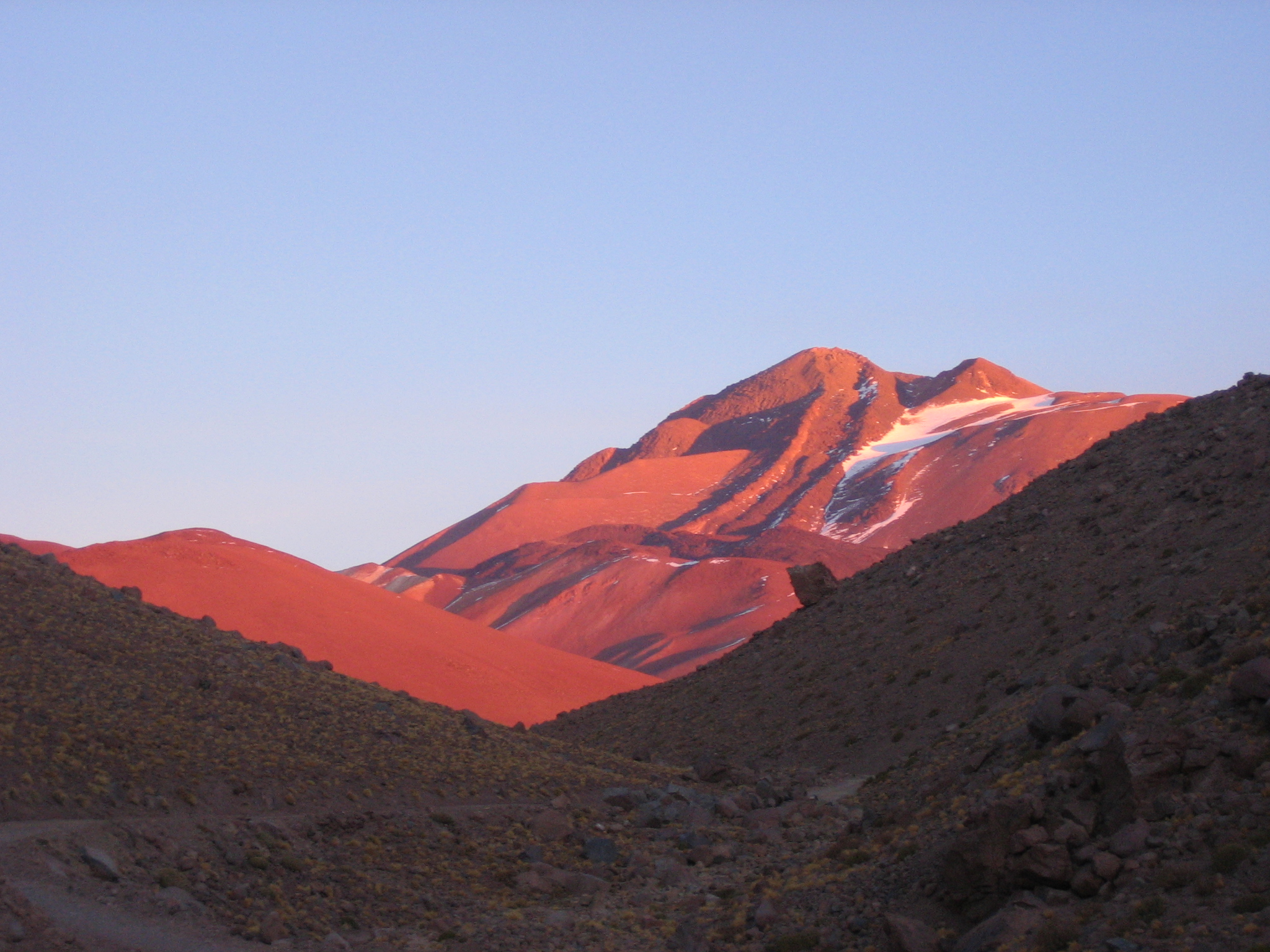
Sonnenuntergang am Llullaillaco (2006)

## Geografie und Geologie
Der Berg liegt im Nationalpark Llullaillaco in einer abgelegenen Region der Atacamawüste. Ausgangspunkte für Besteigungen sind die Wüstenoase San Pedro de Atacama in Chile und San Antonio de los Cobres in Argentinien. Als einer der höchsten Berge der Anden und „Dach der Atacamawüste“ ist der Gipfel permanent schneebedeckt, gleichzeitig ist er der höchste unvergletscherte Gipfel der Welt.
Die Entwicklung dieses Vulkanes wird in zwei Phasen unterteilt:
- Llullaillaco I, der ursprüngliche Vulkan, der seit dem Pleistozän existiert, besteht heute aus zwei stark erodierten Kratern mit zugehörigen Lavaströmen, von denen einige bis zu 20 km Länge erreichen. Die Lavaströme fließen hauptsächlich in westlicher Richtung.
- Llullaillaco II ist der heute inaktive und gut erhaltene Vulkankegel, der in den Jahren 1854, 1868 und letztmals 1877 ausgebrochen ist. Damit gilt der Llullaillaco als höchster in historischer Zeit aktiver Vulkan.

## Geschichte

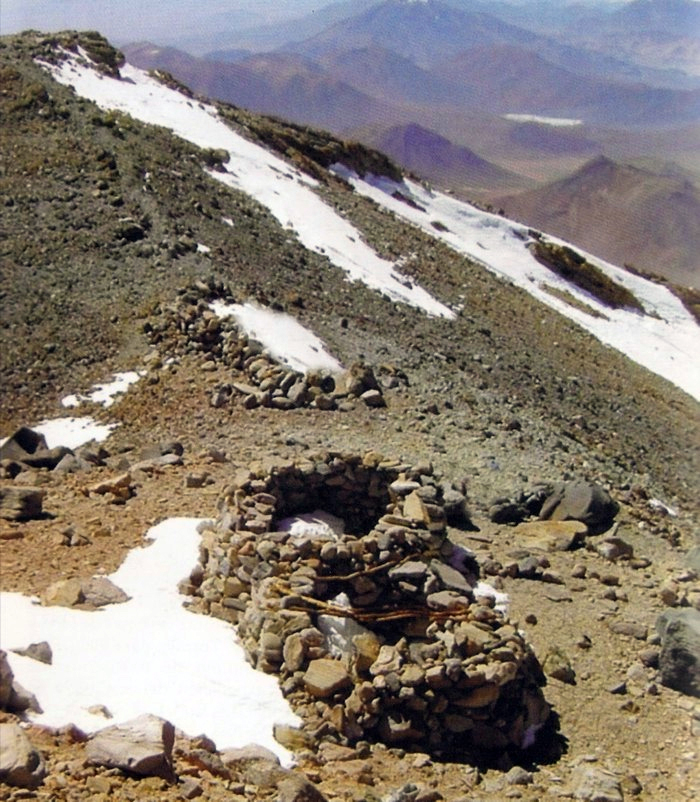
Archäologische Ausgrabungen im Gipfelbereich des Llullaillaco

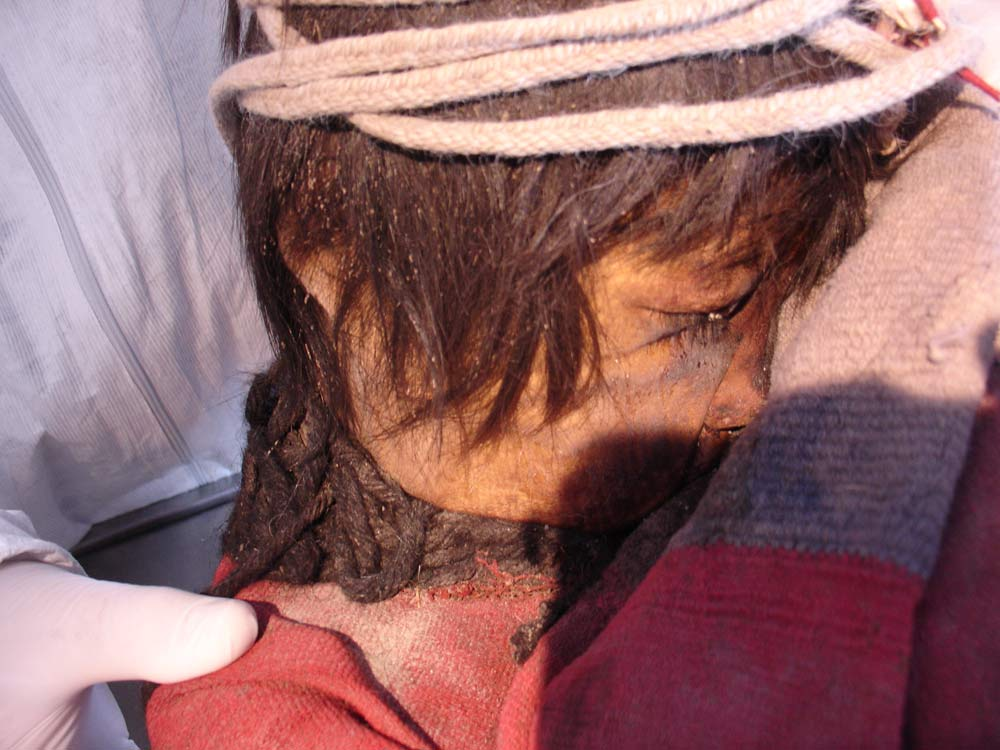
El Niño, eine der Mumien, in Salta, Argentinien

Der Name Llullaillaco bedeutet auf Quechua „Schmutzige (llullay) Lagune (llaco oder yaco)“, weil der Vulkan, von Osten betrachtet, hinter einer  Salzpfanne aufragt.
Seine Form macht den Llullaillaco zu einer imposanten Erscheinung. Weiterhin ist das aus seinen Flanken austretende Quellwasser eine wichtige Lebensgrundlage in der ansonsten äußerst trockenen Atacamawüste. Der Llullaillaco war daher für die präkolumbianische Bevölkerung ein heiliger Berg, die „Wohnung der Götter“ und Fruchtbarkeitssymbol.
Vermutlich bestiegen die Inkas den Llullaillaco schon vor dem Jahr 1500. Auf seinem Gipfel errichteten sie ausgedehnte Bauten, die zu religiösen Zwecken und Opferungen verwendet wurden. Unter anderem sind eine Treppe, diverse kleine steinerne Häuser und Terrassen bis heute als Ruinen erhalten.
Die erste neuzeitliche Besteigung erfolgte am 1. Dezember 1952 durch die Chilenen Bión González León und Juan Harseim. In den Jahren 1953 und 1954 gelang Hans-Ulrich Rudel, Karl Morghen und Rolf Dangl ebenfalls eine Besteigung, welche Rudel anfangs für eine Erstbesteigung hielt, da er auf dem Gipfel keine Hinterlassenschaften der Chilenen vorfand.
1958 und 1961 erkundete der Österreicher Matthias Rebitsch die archäologischen Stätten und unternahm erste Grabungen in den Gebäuderudimenten, ohne deren Zweck und Bedeutung aufklären zu können. Es handelt sich um die höchstgelegene archäologische Fundstätte der Welt.
Im März 1999 entdeckten Archäologen und Bergsteiger einer Expedition der National Geographic Society unter Leitung des US-amerikanischen Anthropologen Johan Reinhard drei tiefgefrorene Kindermumien, deren Alter später mit rund 500 Jahre bestimmt wurde. Das Team arbeitete 13 Tage unter widrigen Umständen, wie Schneestürmen und Kälte bis −37 °C, an der Bergung der Mumien und legte zusätzlich zahlreiche Artefakte frei: 20 bekleidete und 16 unbekleidete Kunstfiguren sowie Dutzende anderer Beigaben wie Statuetten, Töpferwaren, Beutel mit Lebensmitteln und Koka. Seit 2004 sind die Mumien sowie weitere Artefakte im neu gegründeten Museo de Arqueología de Alta Montaña de Salta in Salta ausgestellt.
Im Rahmen einer Miniexpedition des ÖAV Innsbruck im Jahr 2002 bestiegen Klaus Springfeld, Gunter Jürschik, Peter Krois sowie Federico Norte und Alejandro Lewis aus Salta den Heiligen Berg entlang des Wegs der Inka-Priester. Sie fanden die Rundhütten sowie den Zeremonienplatz mit der Opferstätte der Inkas bestens erhalten vor. Von den Grabungen aus dem Jahr 1999 war nichts mehr erkennbar.
2005 erfolgte die Erstbesteigung einer neuen Route von der Südwestseite aus durch Manfred Buchroithner, Martin Frey und Reinhold Lazar.